# Nati il 18 febbraio

## II secolo a.C.(1)
- 142 a.C. - Tolomeo IX, sovrano egizio († 80 a.C.)

## XIII secolo(2)
- 1201 - Nasir al-Din al-Tusi, astronomo e matematico persiano († 1274)
- 1238 - Enrico Carlotto di Sicilia († 1253)

## XIV secolo(2)
- 1360 - Giovanni di Bicci de' Medici, banchiere italiano († 1429)
- 1372 - Ibn Hajar al-'Asqalani, giurista arabo († 1449)

## XV secolo(1)
- 1468 - Francesca Bentivoglio, italiana († 1504)

## XVI secolo(12)
- 1515 - Valerio Cordo, medico, chimico e botanico tedesco († 1544)
- 1516 - Maria I d'Inghilterra, regina inglese († 1558)
- 1530 - Uesugi Kenshin, militare giapponese († 1578)
- 1543 - Carlo III di Lorena, nobile († 1608)
- 1547 - Bahāʾ al-Dīn al-ʿĀmilī, filosofo, architetto e matematico arabo († 1621)
- 1559 - Isaac Casaubon, filologo classico francese († 1614)
- 1566 - Francesco Erizzo, doge († 1646)
- 1570 - Maria Landi, nobile italiana († 1599)
- 1584 - Philippe de Carteret II, nobile britannico († 1643)
- 1589 - Henry Vane il Vecchio, politico inglese († 1655)
- 1589 - Maarten Gerritsz Vries, cartografo e esploratore olandese († 1646)
- 1595 - Scipione Gonzaga, condottiero e diplomatico italiano († 1670)

## XVII secolo(20)
- 1602 - Per Brahe il Giovane, politico svedese († 1680)
- 1602 - Pieter Meulener, pittore fiammingo († 1654)
- 1604 - Ippolito Marracci, presbitero e teologo italiano († 1675)
- 1607 - Diego de Benavides y de la Cueva, ufficiale spagnolo († 1666)
- 1609 - Edward Hyde, I conte di Clarendon, storico e politico inglese († 1674)
- 1615 - Maria Farnese, nobile († 1646)
- 1625 - Giovanni Giuseppe Cosattini, pittore italiano († 1699)
- 1626 - Francesco Redi, medico e naturalista italiano († 1697)
- 1632 - Giovanni Battista Vitali, compositore e violinista italiano († 1692)
- 1634 - Louis Parrocel, pittore e incisore francese († 1694)
- 1635 - Johan Gyllenstierna, politico svedese († 1680)
- 1642 - Marie Champmeslé, attrice teatrale francese († 1698)
- 1650 - Adalbert von Schleiffras, abate tedesco († 1714)
- 1655 - Pietro Giovanni Guarneri, artigiano, liutaio e musicista italiano († 1720)
- 1658 - Charles-Irénée Castel de Saint-Pierre, scrittore e filosofo francese († 1743)
- 1658 - Johann Franz Schenk von Stauffenberg, arcivescovo cattolico tedesco († 1740)
- 1675 - Ferdinando Sanfelice, architetto, pittore e nobile italiano († 1748)
- 1677 - Jacques Cassini, astronomo francese († 1756)
- 1686 - Pietro Ligari, pittore, architetto e agronomo italiano († 1752)
- 1692 - Johann Michael Fischer, architetto tedesco († 1766)

## XVIII secolo(39)
- 1703 - Giuseppe Maria Brignole Sale, marchese italiano († 1769)
- 1712 - Agatino Maria Reggio Statella, arcivescovo cattolico italiano († 1764)
- 1715 - Eleonora di Schleswig-Holstein-Sonderburg-Wiesenburg, nobildonna tedesca († 1760)
- 1716 - Augustus Berkeley, IV conte di Berkeley, ufficiale inglese († 1755)
- 1716 - Gaspard Fritz, compositore e violinista svizzero († 1783)
- 1716 - Adam Patačić, arcivescovo cattolico e nobile croato († 1784)
- 1718 - Søren Abildgaard, pittore danese († 1791)
- 1718 - Maria Carlotta Antonia di Schleswig-Holstein-Sonderburg-Wiesenburg, nobildonna tedesca († 1765)
- 1719 - Ferdinand Christoph Oetinger, medico tedesco († 1772)
- 1725 - Giovanni Battista Borsieri, medico italiano († 1785)
- 1727 - Abel-François Poisson de Vandières, francese († 1781)
- 1729 - Giuseppe Vincenzo Beni, vescovo cattolico italiano († 1806)
- 1729 - William Fleming, politico e militare statunitense († 1795)
- 1731 - Carlo Denina, presbitero e storico italiano († 1813)
- 1731 - Francesco Farina, mercante italiano († 1800)
- 1732 - Giovanni Borgi, artigiano italiano († 1798)
- 1732 - Johann Christian Kittel, compositore e organista tedesco († 1809)
- 1734 - Jean-Marie Roland, politico e economista francese († 1793)
- 1737 - Hermann von Greiffenegg, politico, diplomatico e nobile tedesco († 1807)
- 1740 - Jacques Noël Sané, ingegnere francese († 1831)
- 1745 - Alessandro Volta, chimico e fisico italiano († 1827)
- 1746 - John Dyke Acland, ufficiale e politico britannico († 1778)
- 1751 - Adolf Ulrik Wertmüller, pittore svedese († 1811)
- 1755 - James Hamilton, VII duca di Hamilton, nobile scozzese († 1769)
- 1764 - Frantz Hohlenberg, ingegnere e militare danese († 1804)
- 1764 - Otto Berend von Möller, ammiraglio russo († 1848)
- 1770 - Christian Heinrich Rinck, compositore e organista tedesco († 1846)
- 1771 - Emanuele Taddei, tipografo e giornalista italiano († 1839)
- 1772 - Gian Battista Brocchi, geologo italiano († 1826)
- 1775 - Thomas Girtin, pittore britannico († 1802)
- 1780 - Aleksej Gavrilovič Venecianov, pittore, illustratore e docente russo († 1847)
- 1783 - Gabriele Rossetti, poeta, critico letterario e patriota italiano († 1854)
- 1788 - Giuliana Sofia di Danimarca, principessa danese († 1850)
- 1789 - Manuel de Mier y Terán, generale messicano († 1832)
- 1795 - George Peabody, imprenditore, banchiere e filantropo statunitense († 1869)
- 1796 - Vincenzo Santucci, cardinale italiano († 1861)
- 1797 - Pietro Antonio Garibaldi, arcivescovo cattolico e diplomatico italiano († 1853)
- 1798 - José Hilario López, politico colombiano († 1869)
- 1799 - Alexis de Chateauneuf, architetto e urbanista tedesco († 1853)

## XIX secolo(187)
- 1801 - Leopoldo Pasqui, architetto e ingegnere italiano († 1876)
- 1802 - Adolphus FitzClarence, nobile e ufficiale inglese († 1856)
- 1802 - Gustave Leberecht Flügel, orientalista e arabista tedesco († 1870)
- 1807 - Lorenzo Sforza Cesarini, politico italiano († 1867)
- 1807 - Giovanni Verità, presbitero italiano († 1885)
- 1808 - Carlo Promis, architetto, archeologo e filologo italiano († 1873)
- 1809 - Francisque Michel, filologo francese († 1887)
- 1809 - Antonio Spagni, patriota e esploratore italiano († 1876)
- 1814 - Joseph-Eugéne Allet, ufficiale svizzero († 1878)
- 1815 - Federico Comandini, patriota italiano († 1893)
- 1817 - Lewis Addison Armistead, militare statunitense († 1863)
- 1818 - Marianna Barbieri-Nini, soprano italiano († 1887)
- 1818 - Carlo Pulcrano, avvocato, prefetto e politico italiano († 1901)
- 1819 - Prokop Chocholoušek, scrittore e giornalista ceco († 1864)
- 1820 - Alexandre Schoenewerk, scultore francese († 1885)
- 1822 - Giuseppe Boldini, pittore e patriota italiano († 1898)
- 1822 - Hong Rengan, predicatore e rivoluzionario cinese († 1864)
- 1823 - Jasper Francis Cropsey, pittore statunitense († 1900)
- 1824 - Joseph-Antoine Boullan, presbitero francese († 1893)
- 1825 - Mór Jókai, scrittore e drammaturgo ungherese († 1904)
- 1826 - Lea Ahlborn, artista svedese († 1897)
- 1827 - Heinrich Karl Brugsch, archeologo e egittologo tedesco († 1894)
- 1827 - Filiberto Frescot, ingegnere e politico italiano († 1911)
- 1828 - Pietro Ghinzoni, archivista, storico e patriota italiano († 1895)
- 1830 - Carlo Palomba, avvocato e politico italiano († 1905)
- 1830 - Lisiade Pedroni, patriota, politico e banchiere italiano († 1889)
- 1831 - Oskar von Alvensleben, pittore tedesco († 1903)
- 1832 - Octave Chanute, ingegnere e pioniere dell'aviazione francese († 1910)
- 1834 - Lev Ivanovič Ivanov, coreografo russo († 1901)
- 1835 - Joseph-Auguste Duc, arcivescovo cattolico e alpinista italiano († 1922)
- 1836 - Giuseppe Galluppi, nobile, storico e saggista italiano († 1891)
- 1836 - Ramakrishna, mistico indiano († 1886)
- 1837 - Guglielmo Nacciarone, pianista e compositore italiano († 1916)
- 1838 - Ernst Mach, fisico e filosofo austriaco († 1916)
- 1839 - Pascual Cervera y Topete, ammiraglio spagnolo († 1909)
- 1839 - Emilie Davis, scrittrice e stilista statunitense († 1889)
- 1839 - Agostino Gaetano Riboldi, cardinale e arcivescovo cattolico italiano († 1902)
- 1839 - Harry Seeley, paleontologo britannico († 1909)
- 1839 - August Thon, giurista tedesco († 1912)
- 1840 - Jean Charlet-Straton, alpinista francese († 1918)
- 1840 - Francesco Paternostro, politico e prefetto italiano († 1913)
- 1842 - Charles Emory Smith, politico e giornalista statunitense († 1908)
- 1844 - Jacob Lüroth, matematico tedesco († 1910)
- 1844 - Willem Maris, pittore olandese († 1910)
- 1844 - Victorine Meurent, modella e pittrice francese († 1927)
- 1844 - Saitō Hajime, militare giapponese († 1915)
- 1846 - Wilson Barrett, attore, drammaturgo e manager inglese († 1904)
- 1846 - Giovanni Battista Lugari, cardinale italiano († 1914)
- 1847 - Ulrico Hoepli, editore svizzero († 1935)
- 1848 - Carlos Baliño, scrittore e politico cubano († 1926)
- 1848 - Lorenzo Bonazzi, generale e politico italiano († 1925)
- 1848 - Louis Comfort Tiffany, artista e designer statunitense († 1933)
- 1849 - Jérôme Eugène Coggia, astronomo francese († 1919)
- 1849 - Alexander Kielland, scrittore e politico norvegese († 1906)
- 1849 - Francesco Paolo Palazzotto, architetto italiano († 1915)
- 1850 - George Henschel, direttore d'orchestra, compositore e baritono britannico († 1934)
- 1852 - Antonio Augusto Intreccialagli, arcivescovo cattolico italiano († 1924)
- 1852 - Gustav Löwe, filologo classico e bibliotecario tedesco († 1883)
- 1853 - Pietro Bordini, scultore italiano († 1922)
- 1853 - Ernest Fenollosa, storico dell'arte e orientalista statunitense († 1908)
- 1853 - Rita Josefa Pujalte Sánchez, religiosa spagnola († 1936)
- 1853 - Francesco Torraca, storico della letteratura, italianista e politico italiano († 1938)
- 1854 - Herbert John Gladstone, politico britannico († 1930)
- 1855 - Adolf Frey, storico della letteratura e poeta svizzero († 1920)
- 1855 - Jean Jules Jusserand, storico e diplomatico francese († 1932)
- 1855 - Antonino Liberi, architetto e ingegnere italiano († 1933)
- 1856 - Sofija Rusova, pedagoga, scrittrice e attivista ucraina († 1940)
- 1857 - Max Klinger, incisore e scultore tedesco († 1920)
- 1858 - Alexander Nikolsky, zoologo russo († 1942)
- 1858 - Luisa Maria del Belgio, principessa belga († 1924)
- 1859 - Paul Hartwig, archeologo tedesco († 1919)
- 1859 - Luca Montuori, generale e politico italiano († 1952)
- 1860 - Wladimir Giesl von Gieslingen, generale e diplomatico austriaco († 1936)
- 1860 - Vittorio Rolandi Ricci, avvocato, giornalista e politico italiano († 1951)
- 1860 - Anders Zorn, pittore svedese († 1920)
- 1861 - Giuseppe Di Stefano Napolitani, politico italiano († 1932)
- 1862 - Hans Larsson, filosofo e saggista svedese († 1944)
- 1862 - Ermenegildo Pistelli, presbitero, filologo classico e glottologo italiano († 1927)
- 1862 - Albert Welti, pittore e incisore svizzero († 1912)
- 1864 - Claude Firmin, pittore francese († 1944)
- 1864 - Arturo Triangi di Maderno e Laces, militare e politico italiano († 1935)
- 1864 - Bolesław Twardowski, arcivescovo cattolico polacco († 1944)
- 1865 - Carlo Wostry, pittore e illustratore italiano († 1943)
- 1866 - Janko Vukotić, generale e politico montenegrino († 1927)
- 1867 - Diego Avarelli, magistrato italiano († 1939)
- 1867 - Claudio Angelo Giuseppe Calabrese, vescovo cattolico italiano († 1932)
- 1867 - Gordon Thomas Savage, arbitro di calcio, allenatore di calcio e calciatore inglese († 1951)
- 1868 - Ludovico Nicola di Giura, traduttore e sinologo italiano († 1947)
- 1868 - Lorenz Müller, erpetologo tedesco († 1953)
- 1869 - Gabino Olaso Zabala, presbitero spagnolo († 1936)
- 1869 - Teresita Pasini, pacifista e giornalista italiana († 1948)
- 1870 - Edwin Denby, politico statunitense († 1929)
- 1871 - Harry Brearley, inventore britannico († 1948)
- 1871 - George Udny Yule, statistico britannico († 1951)
- 1872 - Macario III di Alessandria, vescovo cristiano orientale egiziano († 1945)
- 1873 - Alfonso Rubilli, politico e avvocato italiano († 1960)
- 1874 - Jean Beauverie, botanico e micologo francese († 1938)
- 1874 - Aleksandr Aleksandrovič Čuprov, statistico russo († 1926)
- 1874 - Louis Laloy, scrittore e musicologo francese († 1944)
- 1875 - Arnaldo Agnelli, politico, avvocato e politologo italiano († 1921)
- 1876 - Bonaventura Ibáñez, attore spagnolo († 1932)
- 1876 - Andrea Ossoinack, politico italiano († 1965)
- 1877 - Domenico Giuliotti, scrittore italiano († 1956)
- 1878 - Ada Adler, grecista, filologa classica e bibliotecaria danese († 1946)
- 1878 - Georges Fleury, ciclista su strada francese († 1968)
- 1878 - Marija Il'inična Ul'janova, rivoluzionaria, politica e giornalista russa († 1937)
- 1879 - Luigi Gurakuqi, scrittore e politico albanese († 1925)
- 1879 - László Széchenyi, nobile e diplomatico ungherese († 1938)
- 1880 - Salomão Barbosa Ferraz, vescovo cattolico brasiliano († 1969)
- 1880 - Webster Cullison, regista statunitense († 1938)
- 1880 - Ermenegildo Paccagnella, organista, compositore e musicologo italiano († 1975)
- 1881 - William Rice, canottiere canadese († 1941)
- 1882 - Petre Dumitrescu, generale rumeno († 1950)
- 1882 - Adolf Heyrowsky, aviatore austro-ungarico († 1945)
- 1882 - Rudolf Krummer, calciatore boemo († 1958)
- 1882 - Malva Schalek, pittrice ceca († 1944)
- 1882 - Anna Schäffer, santa tedesca († 1925)
- 1882 - Harvey Sutton, mezzofondista e medico australiano († 1963)
- 1883 - Nikos Kazantzakis, scrittore, poeta e saggista greco († 1957)
- 1883 - Jacques Ochs, schermidore belga († 1971)
- 1883 - Ignazio Pisciotta, generale e scultore italiano († 1977)
- 1885 - Ignacio Antinori, mafioso italiano († 1940)
- 1885 - Mario Faccioli, pioniere dell'aviazione italiano († 1915)
- 1885 - Vilhelm Glückstadt, regista e imprenditore danese († 1939)
- 1885 - Henri Laurens, illustratore e scultore francese († 1954)
- 1885 - Arthur Rodgers, calciatore inglese
- 1886 - Jaroslav Bezecný, allenatore di calcio cecoslovacco († 1962)
- 1886 - Clare Jacobs, astista statunitense († 1971)
- 1886 - Eva Tea, storica dell'arte e archeologa italiana († 1971)
- 1887 - Guido Della Bona, generale italiano († 1979)
- 1887 - Gaja Gaj, generale sovietico († 1937)
- 1887 - Harriet Löwenhjelm, poetessa e pittrice svedese († 1918)
- 1888 - Ferdinand Bie, multiplista norvegese († 1961)
- 1888 - Ernesto Cappa, generale e prefetto italiano († 1957)
- 1888 - Vitaliano Marchini, scultore e docente italiano († 1971)
- 1889 - Gerhard Marcks, scultore tedesco († 1981)
- 1889 - Aloysius Joseph Muench, cardinale e arcivescovo cattolico statunitense († 1962)
- 1889 - Kurt Bertram von Döring, generale e aviatore tedesco († 1960)
- 1890 - Mario Almirante, regista, attore e direttore del doppiaggio italiano († 1964)
- 1890 - Agatino Amantia, economista e editore italiano († 1940)
- 1890 - Edward Arnold, attore statunitense († 1956)
- 1890 - Enrique Estrada, generale e politico messicano († 1942)
- 1890 - Arcangelo Magli, politico italiano († 1969)
- 1890 - Adolphe Menjou, attore statunitense († 1963)
- 1890 - Ishobel Ross, infermiera scozzese († 1965)
- 1890 - Hector Tiberghien, ciclista su strada belga († 1951)
- 1891 - Artur Artuzov, agente segreto russo († 1937)
- 1891 - Julius Busa, aviatore austro-ungarico († 1917)
- 1891 - Henry George, pistard belga († 1976)
- 1891 - Giovanni Maver, slavista italiano († 1970)
- 1891 - Oreste Puliti, schermidore italiano († 1958)
- 1892 - Mario Baistrocchi, attore teatrale e militare italiano († 1917)
- 1892 - Sante Dorigo, militare italiano († 1942)
- 1892 - Matteo Gaudioso, scrittore, storico e politico italiano († 1985)
- 1892 - Seien Shima, pittrice giapponese († 1970)
- 1892 - Wendell Willkie, politico statunitense († 1944)
- 1893 - Juan Culiolo, imprenditore e dirigente sportivo argentino († 1984)
- 1893 - Friedrich Engel-Jànosi, storico austriaco († 1978)
- 1894 - Alfred Marshall Bailey, ornitologo statunitense († 1978)
- 1894 - Vincenzo La Rocca, politico italiano († 1968)
- 1894 - Hellmuth Pfeifer, generale tedesco († 1945)
- 1894 - Luigi Polacchi, poeta e scrittore italiano († 1988)
- 1894 - Rafael Sánchez Mazas, scrittore e politico spagnolo († 1966)
- 1894 - Volrico Travaglini, economista italiano († 1985)
- 1895 - Chiaffredo Belliardi, politico e partigiano italiano († 1972)
- 1895 - Ettore Bellotto, ginnasta italiano († 1966)
- 1895 - Marga Boodts, tedesca († 1976)
- 1895 - Semën Konstantinovič Timošenko, generale e politico sovietico († 1970)
- 1895 - Gustav von Wangenheim, attore e regista tedesco († 1975)
- 1896 - Giuseppina Catanea, beata italiana († 1948)
- 1896 - Lothar Müthel, attore tedesco († 1964)
- 1896 - Josef Winternitz, politico e economista tedesco († 1952)
- 1897 - Joseph Bowers, criminale statunitense († 1936)
- 1897 - Tadeusz Gebethner, calciatore, dirigente sportivo e partigiano polacco († 1944)
- 1898 - Aimé Forest, filosofo francese († 1983)
- 1898 - Carlos Guimarães, calciatore portoghese
- 1898 - Pasquale Marconi, medico e politico italiano († 1972)
- 1898 - Luis Muñoz Marín, poeta, giornalista e politico portoricano († 1980)
- 1898 - Denis Vaucher, sciatore di pattuglia militare svizzero († 1993)
- 1899 - Arthur Bryant, storico britannico († 1985)
- 1899 - Mervyn Johns, attore britannico († 1992)
- 1899 - Eugène Langenove, calciatore francese († 1958)
- 1899 - Georg Lörner, funzionario tedesco († 1959)
- 1899 - Ildebrando Prosperi, calciatore italiano
- 1900 - Guido Bedarida, scrittore italiano († 1962)
- 1900 - Cecil Griffiths, velocista britannico († 1945)
- 1900 - Russell Hopton, attore e regista statunitense († 1945)

## XX secolo(976)
- 1901 - Paul Berlenbach, pugile statunitense († 1985)
- 1901 - Luigi Cuomo, schermidore italiano († 1993)
- 1901 - Giovanni Galeati, arbitro di calcio italiano († 1959)
- 1901 - Raimondo Manzini, giornalista e politico italiano († 1988)
- 1901 - John Merton, attore statunitense († 1959)
- 1901 - Aleksej Ivanovič Prošljakov, generale e ingegnere sovietico († 1973)
- 1901 - Reginald Sheffield, attore britannico († 1957)
- 1902 - Giacomo Carlo Bascapè, storico, paleografo e archivista italiano († 1993)
- 1902 - Meindert Niemeijer, compositore di scacchi e mecenate olandese († 1987)
- 1902 - Garry Owen, attore statunitense († 1951)
- 1902 - Frank Vaughn, calciatore statunitense († 1959)
- 1903 - George Givot, attore statunitense († 1984)
- 1903 - Tokihiko Okada, attore giapponese († 1934)
- 1903 - Nikolaj Viktorovič Podgornyj, politico sovietico († 1983)
- 1904 - Giorgio Bianchi, regista, sceneggiatore e attore italiano († 1967)
- 1904 - Agostino Ernesto Castrillo, vescovo cattolico italiano († 1955)
- 1904 - Riccardo Pacifici, rabbino italiano († 1943)
- 1904 - Otto Rahn, storico tedesco († 1939)
- 1905 - Gerhard Klopfer, poliziotto tedesco († 1987)
- 1905 - Battista Visconti, ciclista su strada italiano († 1982)
- 1905 - Queenie Leonard, attrice e cantante britannica († 2002)
- 1906 - Hans Asperger, pediatra austriaco († 1980)
- 1906 - Heinrich Ewers, teologo e giurista tedesco († 1992)
- 1906 - Sverre Fredriksen, calciatore norvegese († 1961)
- 1906 - Libero Lenti, statistico e economista italiano († 1993)
- 1906 - Pierina Scaramella, botanica italiana († 1992)
- 1907 - Oscar Brodney, sceneggiatore statunitense († 2008)
- 1907 - Billy De Wolfe, attore statunitense († 1974)
- 1907 - Carlo Maxia, antropologo italiano († 1996)
- 1907 - Helen Varcoe, nuotatrice britannica († 1995)
- 1908 - Battling Battalino, pugile statunitense († 1977)
- 1908 - Muhammad Hamidullah, teologo indiano († 2002)
- 1908 - Lambert Redd, lunghista statunitense († 1986)
- 1908 - Carlos Rodrigues, calciatore portoghese
- 1908 - Angelo Rossitto, attore e doppiatore statunitense († 1991)
- 1908 - Aleksandr Zarchi, regista cinematografico sovietico († 1997)
- 1909 - Rupert Fankhauser, alpinista, operaio e sportivo austriaco († 1937)
- 1909 - Adolf Fiala, calciatore cecoslovacco († 1985)
- 1909 - Kay Hammond, attrice inglese († 1980)
- 1909 - Matti Järvinen, giavellottista finlandese († 1985)
- 1909 - Pandelis Prevelakis, romanziere, poeta e drammaturgo greco († 1986)
- 1909 - Wallace Stegner, storico e scrittore statunitense († 1993)
- 1910 - Jean Marius René Guibé, naturalista e erpetologo francese († 1999)
- 1910 - Mariuccia Medici, attrice teatrale e insegnante svizzero († 2012)
- 1910 - Ēriks Skadiņš, calciatore lettone († 1984)
- 1911 - Margaret Furse, costumista britannica († 1993)
- 1911 - Manne Heinonen, cestista finlandese († 1940)
- 1911 - Erich Kulka, storico, scrittore e giornalista israeliano († 1995)
- 1911 - Leopoldo Pantieri, partigiano italiano († 1948)
- 1911 - Hans Woellke, pesista tedesco († 1943)
- 1912 - Gholam Reza Azhari, generale e politico iraniano († 2001)
- 1912 - Vittoriano Cimmarrusti, militare italiano († 1936)
- 1912 - Grete Olsen, schermitrice danese († 2010)
- 1913 - Artur Axmann, militare tedesco († 1996)
- 1913 - Federico Barbaro, missionario e traduttore italiano († 1996)
- 1913 - Auguste Le Breton, scrittore francese († 1999)
- 1913 - Marianne Mahn-Lot, storica francese († 2005)
- 1913 - Erich Mußfeldt, militare tedesco († 1948)
- 1913 - Annibale Tonelli, poliziotto italiano († 1945)
- 1914 - Gordon Cummins, assassino seriale britannico († 1942)
- 1914 - Mario D'Agostini, ufficiale e aviatore italiano († 1942)
- 1914 - Sándor Képíró, militare ungherese († 2011)
- 1915 - Phyllis Calvert, attrice britannica († 2002)
- 1915 - Clelia Conterno, poetessa, esperantista e insegnante italiana († 1984)
- 1915 - Matthias Defregger, vescovo cattolico e militare tedesco († 1995)
- 1915 - Joe Gordon, giocatore di baseball e allenatore di baseball statunitense († 1978)
- 1915 - Nikolaj Guljaev, calciatore e allenatore di calcio sovietico († 2000)
- 1915 - Henry Joseph Kennedy, vescovo cattolico australiano († 2003)
- 1915 - Giordano Malagoli, calciatore italiano († 2006)
- 1915 - Giulio Pellegrino, calciatore italiano († 2001)
- 1915 - Fritz Pollard Jr., ostacolista statunitense († 2003)
- 1915 - Pina Suriano, religiosa italiana († 1950)
- 1915 - Germano Zanca, calciatore italiano
- 1916 - Maria Altmann, imprenditrice austriaca († 2011)
- 1916 - José Bravo Domínguez, calciatore spagnolo († 1993)
- 1916 - Fernando Lomi, calciatore italiano († 2003)
- 1916 - Antonio Piccininno, cantante italiano († 2016)
- 1916 - Franco Ricci, cantante e attore italiano († 1997)
- 1917 - Philippe Charbonneaux, designer francese († 1998)
- 1917 - Antonio Trevigni, aviatore e militare italiano († 1942)
- 1918 - Holly Bane, attore e truccatore statunitense († 1995)
- 1918 - Gastone Darè, schermidore, dirigente sportivo e politico italiano († 1977)
- 1918 - Ange Le Strat, ciclista su strada francese († 1999)
- 1918 - Mariano Mores, compositore, pianista e direttore d'orchestra argentino († 2016)
- 1918 - Francesco Meregalli, allenatore di calcio e calciatore italiano († 1991)
- 1919 - David Berg, religioso statunitense († 1994)
- 1919 - Amir-Abbas Hoveyda, economista e politico iraniano († 1979)
- 1919 - Tony Kelly, cestista statunitense († 1987)
- 1919 - Carlo Marchetto, aviatore e militare italiano († 1941)
- 1919 - Jack Palance, attore statunitense († 2006)
- 1919 - José de Jesús Pimiento Rodríguez, cardinale e arcivescovo cattolico colombiano († 2019)
- 1919 - Angelo Platania, fumettista italiano († 1989)
- 1919 - Clifford Truesdell, matematico, filosofo e storico della scienza statunitense († 2000)
- 1920 - Alessandro Caselli, militare e aviatore italiano († 1940)
- 1920 - Paddy Crehan, cestista irlandese († 1992)
- 1920 - Rolande Falcinelli, organista, pianista e compositrice francese († 2006)
- 1920 - Cornelis Johannes van Houten, astronomo olandese († 2002)
- 1920 - Umberto La Rocca, diplomatico italiano († 2011)
- 1920 - Franco Silva, attore italiano († 1995)
- 1920 - Eddie Slovik, militare statunitense († 1945)
- 1921 - Tito Celani, calciatore e allenatore di calcio italiano († 1990)
- 1921 - Brian Faulkner, politico britannico († 1977)
- 1921 - Lorenzo Gennari, militare italiano († 1945)
- 1921 - Alfredo Martini, ciclista su strada e dirigente sportivo italiano († 2014)
- 1921 - Carmelo Russo, calciatore italiano
- 1922 - Helen Gurley Brown, giornalista, editrice e scrittrice statunitense († 2012)
- 1922 - Francesco Renda, storico e politico italiano († 2013)
- 1922 - Aleksandr Michajlovič Semënov, pittore russo († 1984)
- 1922 - Luigi Squarzina, regista, drammaturgo e direttore artistico italiano († 2010)
- 1922 - Sergio Stefanini, cestista italiano († 2009)
- 1922 - Seigo Tada, karateka e maestro di karate giapponese († 1997)
- 1922 - Bruno Tussani, calciatore italiano († 1998)
- 1922 - Ante Zemljar, partigiano, poeta e scrittore jugoslavo († 2004)
- 1923 - Dante Cattaneo, calciatore italiano
- 1923 - Angelo Jovine, politico italiano († 1999)
- 1923 - Allan Melvin, attore e doppiatore statunitense († 2008)
- 1923 - Ovidio Sarra, musicista, direttore d'orchestra e compositore italiano († 1980)
- 1924 - Humberto Fernández Morán, medico, inventore e politico venezuelano († 1999)
- 1924 - Mario Gallo, giornalista, critico cinematografico e sceneggiatore italiano († 2006)
- 1924 - Ėval'd Vasil'evič Il'enkov, filosofo sovietico († 1979)
- 1924 - Lêdo Ivo, poeta, saggista e giornalista brasiliano († 2012)
- 1924 - Nicolo Rizzuto, mafioso italiano († 2010)
- 1924 - Armando Romeo, cantautore e compositore italiano († 2016)
- 1925 - Sebastiano Addamo, scrittore e poeta italiano († 2000)
- 1925 - Resi Hammerer, sciatrice alpina austriaca († 2010)
- 1925 - George Kennedy, attore statunitense († 2016)
- 1925 - Krishna Sobti, scrittrice e saggista indiana († 2019)
- 1925 - Rudolf Zibrínyi, calciatore cecoslovacco († 2002)
- 1926 - A. R. Ammons, poeta statunitense († 2001)
- 1926 - Susanna Egri, ballerina e coreografa ungherese
- 1926 - Len Ford, giocatore di football americano e cestista statunitense († 1972)
- 1926 - Rita Gorr, mezzosoprano e contralto belga († 2012)
- 1926 - Jan Zwartkruis, allenatore di calcio olandese († 2013)
- 1927 - Yannick Andréi, regista francese († 1987)
- 1927 - Rik Battaglia, attore italiano († 2015)
- 1927 - Osvaldo Bayer, scrittore, storico e giornalista argentino († 2018)
- 1927 - Rossana Beccari, cantante italiana († 1979)
- 1927 - Mohammed Zahur Khayyam, compositore indiano († 2019)
- 1927 - Alvin Rakoff, regista canadese († 2024)
- 1927 - Marv Schatzman, cestista statunitense († 2006)
- 1927 - Richard A. Snelling, politico statunitense († 1991)
- 1927 - John William Warner, politico e avvocato statunitense († 2021)
- 1927 - Robert Webb, erpetologo statunitense († 2018)
- 1928 - Aldo Falivena, giornalista italiano († 2021)
- 1928 - John Ostrom, paleontologo statunitense († 2005)
- 1929 - Pierre Colnard, pesista francese († 2018)
- 1929 - Len Deighton, scrittore inglese
- 1929 - Ivana Gattei, ballerina italiana († 2018)
- 1929 - Roland Minson, cestista e allenatore di pallacanestro statunitense († 2020)
- 1929 - Mario Pastore, giornalista italiano († 1996)
- 1929 - Takako Saito, artista giapponese
- 1929 - Günther Schramm, attore, doppiatore e conduttore televisivo tedesco
- 1929 - Hannie Termeulen, nuotatrice olandese († 2001)
- 1929 - Maria Teresa Cárcomo Lobo, politica e giurista portoghese († 2018)
- 1930 - Arne Bakker, hockeista su ghiaccio e calciatore norvegese († 2009)
- 1930 - Arthur Bottom, calciatore inglese († 2012)
- 1930 - Theodore Freeman, astronauta statunitense († 1964)
- 1930 - Wolfgang Smith, matematico e fisico statunitense († 2024)
- 1930 - Guido Vandone, calciatore italiano († 2019)
- 1931 - Johnny Hart, fumettista statunitense († 2007)
- 1931 - Toni Morrison, scrittrice statunitense († 2019)
- 1931 - Piergiorgio Silvano Nesti, arcivescovo cattolico italiano († 2009)
- 1931 - Bob St. Clair, giocatore di football americano statunitense († 2015)
- 1931 - Lucio Urtubia, anarchico spagnolo († 2020)
- 1931 - Laura Valenzuela, attrice e conduttrice televisiva spagnola († 2023)
- 1932 - Miloš Forman, regista, sceneggiatore e attore cecoslovacco († 2018)
- 1932 - Alphonse Halimi, pugile francese († 2006)
- 1932 - Duane Michals, fotografo statunitense
- 1932 - Alim Morozov, storico e scrittore russo († 2021)
- 1932 - Vladimir Sinjavskij, lottatore sovietico († 2012)
- 1932 - Sergio Velitti, scrittore e regista teatrale italiano
- 1933 - Venelin Alaikov, compositore di scacchi bulgaro († 2007)
- 1933 - Vincenzo Consolo, scrittore, giornalista e saggista italiano († 2012)
- 1933 - Tullio Grimaldi, politico e magistrato italiano
- 1933 - Nimmi, attrice indiana († 2020)
- 1933 - Yōko Ono, artista e musicista giapponese
- 1933 - Bobby Robson, calciatore e allenatore di calcio inglese († 2009)
- 1933 - Mary Ure, attrice scozzese († 1975)
- 1934 - Skip Battin, bassista statunitense († 2003)
- 1934 - Aldo Ceccato, direttore d'orchestra italiano
- 1934 - Teresa Kaczmarek, ex cestista polacca
- 1934 - Audre Lorde, poetessa, scrittrice e attivista statunitense († 1992)
- 1934 - Modesto Martínez, ex pallanuotista messicano
- 1934 - Gianfranco Paolucci, ex schermidore italiano
- 1934 - Jack Richardson, drammaturgo statunitense († 2012)
- 1934 - Viktor Ivanovič Čepižnij, compositore di scacchi russo
- 1934 - Rezo Parmenovič Ėsadze, attore e regista sovietico († 2020)
- 1935 - Emilio Simeón Allué Carcasona, vescovo cattolico spagnolo († 2020)
- 1935 - Ciarán Bourke, musicista irlandese († 1988)
- 1935 - Nicolás Antonio Castellanos Franco, vescovo cattolico e missionario spagnolo († 2025)
- 1935 - Anna Maria Ferrero, attrice italiana († 2018)
- 1935 - Miloš Grbić, calciatore jugoslavo († 2023)
- 1935 - Peter Head, nuotatore britannico († 2019)
- 1935 - Antonio Marzano, economista e ex politico italiano
- 1936 - Jean M. Auel, scrittrice statunitense
- 1936 - Tonino Domenicali, ciclista su strada, pistard e dirigente sportivo italiano († 2002)
- 1936 - Ian Hacking, filosofo canadese († 2023)
- 1936 - Doris Hedberg, ex ginnasta svedese
- 1936 - Philip Jones Griffiths, fotoreporter gallese († 2008)
- 1936 - Ab McDonald, hockeista su ghiaccio canadese († 2018)
- 1936 - Achille Tartaro, critico letterario italiano († 2008)
- 1936 - Jozef Vengloš, calciatore e allenatore di calcio cecoslovacco († 2021)
- 1936 - Ra'ad bin Zeid, principe giordano
- 1937 - Egon Adler, ciclista su strada tedesco († 2015)
- 1937 - Alan Johnson, coreografo e regista statunitense († 2018)
- 1937 - Graziano Mancinelli, cavaliere italiano († 1992)
- 1937 - Roberto Ruffilli, politologo e politico italiano († 1988)
- 1937 - Vittorio Salerno, regista, sceneggiatore e produttore cinematografico italiano († 2016)
- 1937 - Marc Danval, giornalista, scrittore e critico musicale belga († 2022)
- 1937 - Ulvi Voog, ex nuotatrice sovietica
- 1938 - Louis-Marie Billé, cardinale e arcivescovo cattolico francese († 2002)
- 1938 - Elke Erb, poetessa e scrittrice tedesca († 2024)
- 1938 - Giorgio Fregosi, politico italiano († 1998)
- 1938 - László Kaszás, ex calciatore ungherese
- 1938 - Gino Stacchini, ex calciatore e allenatore di calcio italiano
- 1938 - István Szabó, regista e sceneggiatore ungherese
- 1939 - Francesco Bellavista Caltagirone, imprenditore italiano
- 1939 - Giancarlo Chiaramello, arrangiatore e direttore d'orchestra italiano
- 1939 - Arne Jakobsen, ex calciatore norvegese
- 1939 - Marek Janowski, direttore d'orchestra polacco
- 1939 - Ljudmila Jedeleva, cestista sovietica († 2023)
- 1939 - Joaquim Jorge, calciatore mozambicano († 2014)
- 1939 - James Patterson Lyke, arcivescovo cattolico statunitense († 1992)
- 1939 - Edith Nunes, cestista paraguaiana († 2018)
- 1939 - Tamara Pyrkova, ex cestista sovietica
- 1940 - Fabrizio De André, cantautore italiano († 1999)
- 1940 - Werner Drews, ex calciatore tedesco orientale
- 1940 - Ademar José Ribeiro, calciatore brasiliano († 1992)
- 1940 - Osbourne Fleming, politico anguillano
- 1940 - Gianni Manera, attore e regista italiano († 2013)
- 1940 - Peter Meyer, ex calciatore tedesco
- 1940 - Vladimir Ponomarëv, ex calciatore sovietico
- 1941 - Francesco Di Carlo, mafioso e collaboratore di giustizia italiano († 2020)
- 1941 - Józef Grzesiak, pugile polacco († 2020)
- 1941 - Michał Jagosz, presbitero polacco
- 1941 - Hana Růžičková, ginnasta cecoslovacca († 1981)
- 1941 - Irma Thomas, cantante statunitense
- 1942 - Maurice Lévy, manager francese
- 1942 - Franco Valier, rugbista a 15 e dirigente sportivo italiano († 2016)
- 1943 - Carmine Alfieri, mafioso e collaboratore di giustizia italiano
- 1943 - Richard Barrett, attivista e avvocato statunitense († 2010)
- 1943 - Armando Cavaliere, attore italiano († 2024)
- 1943 - Graeme Garden, attore, comico e conduttore televisivo scozzese
- 1943 - Ricky Gianco, cantante, chitarrista e compositore italiano
- 1943 - Karl Gustav Hammar, arcivescovo luterano e teologo svedese
- 1943 - Olli Laiho, ginnasta finlandese († 2010)
- 1943 - Jean-Claude Maire Vigueur, medievista francese
- 1943 - Borislav Paravac, politico bosniaco
- 1943 - Wilfried Puis, calciatore belga († 1981)
- 1943 - Michel Ringeval, allenatore di rugby a 15, rugbista a 15 e dirigente sportivo francese
- 1943 - Bernard Rollin, filosofo e docente statunitense († 2021)
- 1944 - Franco Acampora, attore italiano
- 1944 - Ubaldo Bartolini, artista italiano
- 1944 - Angelo Bernabucci, attore italiano († 2014)
- 1944 - Pat Bowlen, dirigente sportivo statunitense († 2019)
- 1944 - Giovanni Console, ex calciatore italiano
- 1944 - Volodymyr Levčenko, calciatore sovietico († 2006)
- 1944 - Henry Newton, ex calciatore inglese
- 1944 - Giorgi Sich'inava, ex calciatore sovietico
- 1944 - Bill Turner, cestista statunitense († 2023)
- 1945 - Maurizio Battistini, allenatore di calcio italiano
- 1945 - Per Berg, ex calciatore norvegese
- 1945 - Pat Frink, cestista statunitense († 2012)
- 1945 - Nicholas Kalogeropoulos, ex tennista greco
- 1945 - Mauro Nardoni, calciatore italiano († 1993)
- 1945 - Alberto Rizzoli, imprenditore e editore italiano († 2019)
- 1945 - Bartolomeu Constantin Săvoiu, generale romeno
- 1945 - Vittorio Voglino, politico italiano
- 1945 - Bohdan Zadura, scrittore, poeta e critico letterario polacco
- 1945 - Stefano Zecchi, filosofo, scrittore e opinionista italiano
- 1946 - Abdul Qadir Bajamal, politico yemenita († 2020)
- 1946 - Oleksij Barkalov, pallanuotista sovietico († 2004)
- 1946 - Dario Calimani, critico letterario italiano
- 1946 - Giulio Capiozzo, batterista italiano († 2000)
- 1946 - Jean-Claude Dreyfus, attore e comico francese
- 1946 - Angéla Németh, giavellottista ungherese († 2014)
- 1946 - Luciano Rispoli, psicologo e psicoterapeuta italiano
- 1946 - Wietse Veenstra, ex calciatore olandese
- 1947 - José Luis Cuerda, regista, attore e produttore cinematografico spagnolo († 2020)
- 1947 - Augusto Daolio, cantautore italiano († 1992)
- 1947 - Dennis DeYoung, cantante e tastierista statunitense
- 1947 - Delfo, cantante italiano († 2008)
- 1947 - Eliot Engel, politico statunitense
- 1947 - Carlos Lopes, ex maratoneta e mezzofondista portoghese
- 1947 - Keith Nelson, calciatore neozelandese († 2020)
- 1947 - Cristina di Orange-Nassau, principessa olandese († 2019)
- 1947 - Jos Schurgers, pilota motociclistico olandese
- 1947 - Flemming Serritslev, allenatore di calcio e ex calciatore danese
- 1947 - Gary Sheerer, ex pallanuotista statunitense
- 1947 - Gilbert Sinoué, scrittore francese
- 1948 - Petar Bonačić, calciatore jugoslavo († 2017)
- 1948 - Sinéad Cusack, attrice irlandese
- 1948 - Alfred Hagn, sciatore alpino tedesco († 2020)
- 1948 - Jim Hayes, cestista statunitense († 2009)
- 1948 - Steve Phillips, cantautore e musicista britannico
- 1948 - Enrico Preziosi, imprenditore e dirigente sportivo italiano
- 1948 - Agostino Puppo, rugbista a 15 italiano († 2010)
- 1948 - Federico Páez Martín, ex calciatore spagnolo
- 1948 - Francine Shapiro, psicologa statunitense († 2019)
- 1948 - Marv Winkler, ex cestista statunitense
- 1949 - Ferruccio Benzoni, poeta italiano († 1997)
- 1949 - Randy Denton, ex cestista statunitense
- 1949 - Vladimir Ešinov, canottiere sovietico († 2024)
- 1949 - Pat Fraley, doppiatore statunitense
- 1949 - Gianfranco Gamba, doppiatore e attore teatrale italiano († 2004)
- 1949 - Valter Maraschini, scrittore italiano († 2017)
- 1949 - Gary Ridgway, criminale statunitense
- 1949 - Antonio Zanoletti, attore e regista teatrale italiano († 2023)
- 1950 - Jan Benigier, ex calciatore polacco
- 1950 - Roy Clayton, ex calciatore inglese
- 1950 - John Hughes, regista, sceneggiatore e produttore cinematografico statunitense († 2009)
- 1950 - Mária Nagy, ex cestista ungherese
- 1950 - Cybill Shepherd, attrice e ex modella statunitense
- 1951 - Boško Abramović, scacchista serbo († 2021)
- 1951 - Arilza Coraça, ex cestista e allenatrice di pallacanestro brasiliana
- 1951 - Gus Bailey, cestista statunitense († 1988)
- 1951 - Quima Cot, ex cestista spagnola
- 1951 - Komal Rajya Lakshmi Devi, regina nepalese
- 1951 - Wiesława Kaniewska, ex cestista polacca
- 1951 - Isabel Preysler, modella filippina
- 1951 - Dick Stockton, ex tennista statunitense
- 1951 - Michael Weninger, presbitero e diplomatico austriaco
- 1951 - Michel de Rosen, imprenditore francese
- 1952 - Peter Allen, compositore e musicista canadese
- 1952 - Federico Cafiero De Raho, ex magistrato e politico italiano
- 1952 - Randy Crawford, cantante statunitense
- 1952 - Philippe Dupouy, astronomo francese
- 1952 - Ulrich Eicke, ex canoista tedesco
- 1952 - Ornella Grassi, attrice italiana
- 1952 - Maurice Lucas, cestista e allenatore di pallacanestro statunitense († 2010)
- 1952 - Juice Newton, cantante statunitense
- 1952 - Johann Schneider-Ammann, politico svizzero
- 1952 - Lamberto Sposini, giornalista e conduttore televisivo italiano
- 1952 - Eva Peggy Stensønes, cantante norvegese († 2020)
- 1953 - Giancarlo Cucchiella, ex rugbista a 15 italiano
- 1953 - Rudolf Elsener, ex calciatore svizzero
- 1953 - Roberto Mostarda, giornalista italiano
- 1953 - Gérard Rancinan, fotografo francese
- 1953 - Arkadij Ukupnik, cantautore russo
- 1953 - Fly Williams, ex cestista statunitense
- 1954 - Ciro Alfano, politico italiano
- 1954 - Vigdis Bente Mørdre, fondista norvegese († 2020)
- 1954 - Scott Crichton, ex rugbista a 15 neozelandese
- 1954 - Vladimir Dorochov, pallavolista e allenatore di pallavolo sovietico († 2024)
- 1954 - Leonora Fani, attrice italiana
- 1954 - Virginio Quartuccio, ex arbitro di calcio italiano
- 1954 - Paul Rendall, rugbista a 15 britannico († 2023)
- 1954 - Maurizio Romani, politico italiano
- 1954 - John Travolta, attore e cantante statunitense
- 1955 - Cheetah Chrome, musicista statunitense
- 1955 - Walter De Vecchi, allenatore di calcio e ex calciatore italiano
- 1955 - Donna Gurr, ex nuotatrice canadese
- 1955 - Brian James, chitarrista britannico († 2025)
- 1955 - Dan Karabin, ex lottatore cecoslovacco
- 1955 - Halina Kosińska, ex cestista polacca
- 1955 - Raymond Rougeau, ex wrestler e commentatore televisivo canadese
- 1955 - Lisa See, scrittrice statunitense
- 1956 - Ernesto Abaterusso, politico italiano († 2022)
- 1956 - Rüdiger Abramczik, allenatore di calcio e ex calciatore tedesco
- 1956 - Fulvio Albanese, pallanuotista e allenatore di pallanuoto italiano († 2012)
- 1956 - Claudio Azzali, ex calciatore italiano
- 1956 - Norman Buttigieg, ex calciatore maltese
- 1956 - Franco Dionesalvi, poeta, giornalista e drammaturgo italiano († 2022)
- 1956 - Giuseppe Feyles, dirigente d'azienda, autore televisivo e regista italiano
- 1956 - Ted Gärdestad, cantante svedese († 1997)
- 1956 - Bidzina Ivanishvili, politico e imprenditore georgiano
- 1956 - Marco Pedrotti, ex cestista italiano
- 1956 - Bruce Rauner, politico e imprenditore statunitense
- 1956 - Mauro Salvaneschi, ex cestista italiano
- 1956 - Paul Reed Smith, liutaio e imprenditore statunitense
- 1956 - Marivana, cantautrice italiana
- 1957 - Stefano Andreani, ex cestista italiano
- 1957 - Miguel Aracil, ex calciatore spagnolo
- 1957 - Marita Koch, ex velocista tedesca orientale
- 1957 - Erasmo Lucido, ex calciatore italiano
- 1957 - Sylvester Norris, ex cestista statunitense
- 1957 - George Pelecanos, scrittore statunitense
- 1957 - Christiane Torloni, attrice brasiliana
- 1957 - Vanna White, attrice e personaggio televisivo statunitense
- 1957 - Steve Womack, politico statunitense
- 1958 - Det de Beus, hockeista su prato olandese († 2013)
- 1958 - Maria Carrubba, ex calciatrice italiana
- 1958 - Maria Caruso, ex calciatrice italiana
- 1958 - Massimo Gaudioso, sceneggiatore, regista e attore italiano
- 1958 - Roland James, ex giocatore di football americano statunitense
- 1958 - Peter Koech, ex siepista, mezzofondista e maratoneta keniota
- 1958 - Peter Kremer, attore tedesco
- 1958 - Giovanni Lavaggi, ex pilota automobilistico italiano
- 1958 - Fintan O'Toole, giornalista, scrittore e critico teatrale irlandese
- 1958 - Roberto Pasini, scrittore, critico d'arte e storico dell'arte italiano
- 1958 - Louise Ritter, ex altista statunitense
- 1958 - Gar Samuelson, batterista statunitense († 1999)
- 1959 - Stefano Cecchi, giornalista e scrittore italiano
- 1959 - Michael Doven, produttore cinematografico e attore statunitense
- 1959 - Hallgrímur Helgason, scrittore, drammaturgo e pittore islandese
- 1959 - Vladimir Lapickij, ex schermidore sovietico
- 1959 - David Parker, nuotatore britannico († 2010)
- 1960 - Tony Anselmo, animatore e doppiatore statunitense
- 1960 - Jayne Atkinson, attrice britannica
- 1960 - Linda Balgord, attrice teatrale e cantante statunitense († 2024)
- 1960 - Alberto Barrera Tyszka, scrittore e poeta venezuelano
- 1960 - Eleonora Brigliadori, attrice, personaggio televisivo e annunciatrice televisiva italiana
- 1960 - Dirk Brossé, compositore e direttore d'orchestra belga
- 1960 - Maury Buford, ex giocatore di football americano statunitense
- 1960 - Agatino Cuttone, ex calciatore e allenatore di calcio italiano
- 1960 - Marcello De Angelis, politico e giornalista italiano
- 1960 - Masahiro Kotaka, ex sollevatore giapponese
- 1960 - Gazebo, cantante, musicista e arrangiatore italiano
- 1960 - Greta Scacchi, attrice italiana
- 1960 - Nicholas Schmassmann, pilota motociclistico svizzero
- 1960 - Maria Rita Silvestrelli, storica dell'arte italiana
- 1960 - Rui Duarte de Barros, politico guineense
- 1961 - Roland Brant, disc jockey e compositore italiano
- 1961 - Wolfranco Crescenzi, ex calciatore e ex giocatore di calcio a 5 italiano
- 1961 - Hironobu Kageyama, cantautore giapponese
- 1961 - Armin Laschet, politico tedesco
- 1961 - Alycia Moulton, ex tennista statunitense
- 1961 - Oh Se-hoon, politico sudcoreano
- 1961 - Luigino Pasciullo, allenatore di calcio e ex calciatore italiano
- 1961 - Susanna Petruni, giornalista italiana
- 1961 - Per-Ola Quist, ex nuotatore svedese
- 1961 - Elena Sironi, politica italiana
- 1961 - Nenad Trajković, allenatore di pallacanestro serbo
- 1962 - Simon Fletcher, ex giocatore di football americano statunitense
- 1962 - Giovanni Gorno Tempini, dirigente d'azienda italiano
- 1962 - Ryōji Isaoka, ex sollevatore giapponese
- 1962 - Scott Kalitta, pilota automobilistico statunitense († 2008)
- 1962 - Tommaso Labranca, scrittore, autore televisivo e conduttore radiofonico italiano († 2016)
- 1962 - Lorenzo Majnoni, attore italiano
- 1962 - Tom Sluby, ex cestista e allenatore di pallacanestro statunitense
- 1962 - Ray Smith, ex cestista statunitense
- 1962 - Julie Strain, attrice e modella statunitense († 2021)
- 1962 - Josh Thompson, ex biatleta statunitense
- 1962 - Sulo Vaattovaara, ex calciatore svedese
- 1963 - Rob Andrew, ex rugbista a 15, allenatore di rugby a 15 e dirigente sportivo britannico
- 1963 - Laura Cannavò, giornalista italiana
- 1963 - Franco Carlisi, fotografo italiano
- 1963 - Marco Ciardi, storico della scienza e scrittore italiano
- 1963 - Carmine Della Pietra, ex calciatore italiano
- 1963 - Michel Der Zakarian, allenatore di calcio e ex calciatore armeno
- 1963 - Fortunato Di Noto, presbitero e scrittore italiano
- 1963 - László Fábián, ex pentatleta e schermidore ungherese
- 1963 - Anders Frisk, ex arbitro di calcio svedese
- 1963 - Chuck Long, ex giocatore di football americano statunitense
- 1963 - Doug Mahnke, fumettista statunitense
- 1963 - Angelika Niebler, politica e avvocato tedesca
- 1963 - Cornelia Polit, ex nuotatrice tedesca orientale
- 1963 - Grzegorz Schetyna, politico polacco
- 1963 - Henry Winter, giornalista inglese
- 1964 - Matt Dillon, attore e pittore statunitense
- 1964 - Michael Gobal Gokum, vescovo cattolico nigeriano
- 1964 - Brett Guthrie, politico statunitense
- 1964 - Jared Huffman, politico e avvocato statunitense
- 1964 - Sven Martinek, attore tedesco
- 1964 - Francesca Menarini, imprenditrice e dirigente sportiva italiana
- 1964 - Charles Onana, politologo, giornalista e saggista francese
- 1964 - Lorenzo Petrocca, chitarrista e compositore italiano
- 1964 - Gustavo Piga, economista italiano
- 1964 - Gilmar Popoca, ex calciatore brasiliano
- 1964 - Marco Scapinello, allenatore di hockey su ghiaccio e ex hockeista su ghiaccio italiano
- 1964 - Eduard Son, ex calciatore kazako
- 1964 - Jan Vogler, violoncellista tedesco
- 1965 - Cida Borghetti, politica e imprenditrice brasiliana
- 1965 - Dr. Dre, beatmaker, rapper e produttore discografico statunitense
- 1965 - Roberto Drovandi, bassista, compositore e produttore discografico italiano
- 1965 - Henrik Jørgensen, ex calciatore danese
- 1965 - Gianluca Leoni, allenatore di calcio e ex calciatore italiano
- 1965 - Hase Seishū, scrittore giapponese
- 1966 - Alfredo Cosentino, ex maratoneta italiano
- 1966 - René van Eck, allenatore di calcio e ex calciatore olandese
- 1966 - Danilo Gioia, ex ciclista su strada e mountain biker italiano
- 1966 - Ed Guiney, produttore cinematografico irlandese
- 1966 - Dmitrij Konyšev, dirigente sportivo e ex ciclista su strada russo
- 1966 - Li Pi-hsia, ex cestista taiwanese
- 1966 - Pasquale Logarzo, dirigente sportivo, allenatore di calcio e ex calciatore italiano
- 1966 - Luis Ramos, ex calciatore venezuelano
- 1966 - Tetsushi Tanaka, attore giapponese
- 1967 - Roberto Baggio, ex calciatore italiano
- 1967 - Harry Van Barneveld, ex judoka belga
- 1967 - Pole, musicista tedesco
- 1967 - Paolo Calissano, attore e conduttore televisivo italiano († 2021)
- 1967 - Colin Jackson, ex ostacolista e velocista britannico
- 1967 - Marco Aurélio Cunha dos Santos, ex calciatore brasiliano
- 1967 - Laurent Tirard, regista, sceneggiatore e critico cinematografico francese († 2024)
- 1968 - Pierpaolo Capovilla, cantautore e bassista italiano
- 1968 - Jette Joop, stilista, designer e politica tedesca
- 1968 - Molly Ringwald, attrice statunitense
- 1968 - Silvia Rocca, disc jockey, personaggio televisivo e ex modella italiana
- 1968 - Tommy Tallarico, compositore statunitense
- 1968 - Gianluigi Valleriani, allenatore di calcio e ex calciatore italiano
- 1969 - Bianca Maria D'Amato, attrice italiana
- 1969 - Massimo Fantoni, chitarrista, arrangiatore e compositore italiano
- 1969 - Jeanette Hain, attrice tedesca
- 1969 - Tomaž Humar, alpinista sloveno († 2009)
- 1969 - Aleksandr Mogil'nyj, ex hockeista su ghiaccio sovietico
- 1969 - Christopher Sieber, attore statunitense
- 1969 - Sun Nan, cantante cinese
- 1970 - Yasir Al-Rumayyan, manager, economista e dirigente sportivo saudita
- 1970 - Davide Bellomo, politico italiano
- 1970 - Susan Egan, attrice e cantante statunitense
- 1970 - Tetsuya Iwanaga, doppiatore giapponese
- 1970 - Junko Iwao, doppiatrice e cantante giapponese
- 1970 - Luca Luzardi, allenatore di calcio e ex calciatore italiano
- 1970 - Raine Maida, cantante e musicista canadese
- 1970 - Stefano Marelli, scrittore e giornalista svizzero
- 1970 - Massimo Taibi, dirigente sportivo e ex calciatore italiano
- 1971 - Urs Aeberhard, ex bobbista svizzero
- 1971 - Thomas Bjørn, golfista danese
- 1971 - David Brocken, allenatore di calcio, dirigente sportivo e ex calciatore belga
- 1971 - Magnus Ingesson, fondista svedese
- 1971 - Lê Thị Hiệp, attrice vietnamita († 2017)
- 1971 - E. Roger Mitchell, attore statunitense
- 1971 - Andreas Niniadīs, ex calciatore greco
- 1971 - Mladen Palac, scacchista croato
- 1971 - Constantin Popa, ex cestista e allenatore di pallacanestro rumeno
- 1971 - George Teague, ex giocatore di football americano statunitense
- 1971 - Rafael Vega, ex cestista spagnolo
- 1972 - Khalid Al Qassimi, pilota di rally emiratino
- 1972 - Anton Blasbichler, slittinista italiano
- 1972 - Jennifer Brown, cantante svedese
- 1972 - Derrick Campbell, ex pattinatore di short track canadese
- 1972 - Rupert Goold, regista, direttore artistico e sceneggiatore britannico
- 1972 - Takashi Kiyama, ex calciatore giapponese
- 1972 - Murat Konuk, ex cestista turco
- 1972 - Vladimir Kulik, ex calciatore russo
- 1972 - Fabian Picardo, politico gibilterriano
- 1972 - Torsten Schmidt, dirigente sportivo, ex ciclista su strada e pistard tedesco
- 1972 - Leigh Scott, regista, sceneggiatore e attore statunitense
- 1972 - Oleksandra Tymošenko, ex ginnasta sovietica
- 1972 - Henry van der Vegt, dirigente sportivo, allenatore di calcio e ex calciatore olandese
- 1973 - Chris Beard, allenatore di pallacanestro statunitense
- 1973 - Hans Berggren, ex calciatore svedese
- 1973 - Carlo Caione, ex rugbista a 15 e dirigente sportivo italiano
- 1973 - Claudio Cupellini, regista e sceneggiatore italiano
- 1973 - Michael Green, sceneggiatore e produttore televisivo statunitense
- 1973 - Ivana Iozzia, maratoneta italiana
- 1973 - Irina Lobačëva, ex danzatrice su ghiaccio russa
- 1973 - Claude Makélélé, allenatore di calcio, dirigente sportivo e ex calciatore francese
- 1973 - Melani Olivares, attrice spagnola
- 1973 - Patrizia Spuri, ex velocista italiana
- 1973 - Regan Sue, ex rugbista a 15 e allenatore di rugby a 15 neozelandese
- 1973 - Štefan Tarkovič, allenatore di calcio, dirigente sportivo e ex calciatore slovacco
- 1973 - Frédéric Thoraval, montatore francese
- 1973 - Tom Wisdom, attore britannico
- 1974 - Marco Barlatay, calciatore argentino († 2025)
- 1974 - Valentina Bisti, giornalista e conduttrice televisiva italiana
- 1974 - Radek Černý, ex calciatore ceco
- 1974 - Marijo Dodik, ex calciatore bosniaco
- 1974 - Ronaldo Guiaro, ex calciatore brasiliano
- 1974 - Julia Butterfly Hill, ambientalista e scrittrice statunitense
- 1974 - Urška Hrovat, ex sciatrice alpina slovena
- 1974 - Carrie Ann Baade, pittrice statunitense
- 1974 - Evgenij Kafel'nikov, ex tennista russo
- 1974 - Nadine Labaki, attrice, regista e sceneggiatrice libanese
- 1974 - Daniel Kenedy, ex calciatore guineense
- 1974 - Mario Prišć, ex calciatore croato
- 1974 - Donzel Rush, cestista statunitense († 2017)
- 1974 - José Manuel Suárez Rivas, ex calciatore spagnolo
- 1974 - Béla Szabados, ex nuotatore ungherese
- 1975 - Sarah Brown, attrice statunitense
- 1975 - Igor Dodon, politico moldavo
- 1975 - Serhij Fedorov, ex calciatore ucraino
- 1975 - Keith Gillespie, calciatore nordirlandese
- 1975 - Amber Neben, ciclista su strada statunitense
- 1975 - Gary Neville, dirigente sportivo, allenatore di calcio e ex calciatore inglese
- 1975 - Pascal Perrier-David, ex cestista francese
- 1975 - Caleb Porter, allenatore di calcio e ex calciatore statunitense
- 1975 - Bernadette Ravina, ex giavellottista mauriziana
- 1975 - Yngrid de Brito Cabral, cestista brasiliana († 2011)
- 1975 - Hristo Živkov, attore bulgaro († 2023)
- 1976 - Katja Dörner, politica tedesca
- 1976 - Klara Geywitz, politica tedesca
- 1976 - Daniele Gregori, allenatore di calcio e ex calciatore italiano
- 1976 - Denis Hickie, ex rugbista a 15 e dirigente d'azienda irlandese
- 1976 - Adrián Palomares, dirigente sportivo e ex ciclista su strada spagnolo
- 1976 - Sjaak Polak, allenatore di calcio e ex calciatore olandese
- 1976 - Chanda Rubin, ex tennista statunitense
- 1976 - Thomas Schmidt, canoista tedesco
- 1976 - Zeev Suraski, programmatore israeliano
- 1976 - Scott Tucker, ex nuotatore statunitense
- 1977 - Silke Bachmann, ex sciatrice alpina italiana
- 1977 - Ike Barinholtz, attore e sceneggiatore statunitense
- 1977 - Hugo Cunha, calciatore portoghese († 2005)
- 1977 - Antonio David Jiménez, ex siepista e mezzofondista spagnolo
- 1977 - Sak Kaoponlek, thaiboxer e kickboxer thailandese
- 1977 - László Nemes, regista e sceneggiatore ungherese
- 1977 - Meredith Ostrom, attrice, modella e pittrice statunitense
- 1977 - Alessandro Palmerini, tecnico del suono italiano
- 1977 - Kristoffer Polaha, attore statunitense
- 1977 - Luca Rosini, giornalista, regista e conduttore televisivo italiano
- 1977 - Anastasios Schizas, pallanuotista greco
- 1977 - Brian Waters, ex giocatore di football americano statunitense
- 1977 - Sean Watkins, chitarrista statunitense
- 1977 - Chrissie Wellington, triatleta britannica
- 1978 - Armen Ambartsumyan, ex calciatore armeno
- 1978 - Myriam El Khomri, politica francese
- 1978 - Marcus Faison, ex cestista statunitense
- 1978 - Kenneth Løvlien, ex calciatore norvegese
- 1978 - Josip Šimunić, dirigente sportivo, allenatore di calcio e ex calciatore croato
- 1978 - Rubén Xaus, pilota motociclistico spagnolo
- 1979 - Saida Dhahri, judoka tunisina
- 1979 - Mikel Aranburu, ex calciatore spagnolo
- 1979 - Julia Greville, ex nuotatrice australiana
- 1979 - Michael Kauter, schermidore svizzero
- 1979 - Tamás Kámán, ex cestista ungherese
- 1979 - Younis Mahmoud, ex calciatore iracheno
- 1979 - Román Montañez, ex cestista spagnolo
- 1979 - Jean-Philippe Roy, ex sciatore alpino canadese
- 1979 - Jason Scotland, allenatore di calcio e ex calciatore trinidadiano
- 1979 - Juraj Tarr, canoista slovacco
- 1979 - Fantine Thó, cantante e musicista brasiliana
- 1979 - Vega, cantautrice spagnola
- 1979 - Jamar Warren, ex cestista statunitense
- 1979 - Wang Xing, imprenditore cinese
- 1979 - Zhou Mi, ex giocatrice di badminton cinese
- 1980 - Aivar Anniste, ex calciatore estone
- 1980 - Carlos Arias, calciatore boliviano
- 1980 - Cezar, contraltista e pianista romeno
- 1980 - Franco Chiavarini, ex calciatore argentino
- 1980 - Riccardo Fissore, allenatore di calcio e ex calciatore italiano
- 1980 - Florian Jarjat, allenatore di calcio e ex calciatore francese
- 1980 - Supachai Komsilp, ex calciatore thailandese
- 1980 - Jimi Manuwa, artista marziale misto nigeriano
- 1980 - Simone Mereu, fantino italiano
- 1980 - Regina Spektor, cantautrice e pianista statunitense
- 1980 - Hideki Suzuki, wrestler giapponese
- 1980 - Edwin Villatoro, ex calciatore guatemalteco
- 1980 - Cyril Yapi, ex calciatore francese
- 1981 - Vladislav Babičev, pallavolista russo
- 1981 - Matteo Burgsthaler, ex pallavolista italiano
- 1981 - Joshua Cinnamo, atleta paralimpico statunitense
- 1981 - Christian De Lorenzi, ex biatleta italiano
- 1981 - Youssef El Akchaoui, ex calciatore marocchino
- 1981 - Raffaele Gragnaniello, ex calciatore italiano
- 1981 - Kim Jae-won, attore e modello sudcoreano
- 1981 - Andrej Kirilenko, ex cestista e dirigente sportivo russo
- 1981 - Ericka Lorenz, ex pallanuotista statunitense
- 1981 - Peng Bo, tuffatore cinese
- 1981 - Arturo David Ramírez, ex calciatore argentino
- 1981 - Alex Ríos, ex giocatore di baseball statunitense
- 1981 - Alje Schut, ex calciatore olandese
- 1981 - Ivan Sproule, allenatore di calcio e ex calciatore nordirlandese
- 1981 - Kamasi Washington, sassofonista, compositore e arrangiatore statunitense
- 1982 - Emilia Burns, attrice australiana
- 1982 - Kaspars Cipruss, ex cestista lettone
- 1982 - Hannah Collin, ex tennista britannica
- 1982 - Aleksandr Dmitrijev, calciatore estone
- 1982 - Markus Eichler, ex ciclista su strada tedesco
- 1982 - Marcos Ferreira Xavier, ex calciatore brasiliano
- 1982 - Steven Hammell, ex calciatore scozzese
- 1982 - Dora Kiskapusi, schermitrice ungherese
- 1982 - Dmitrij Kokarev, scacchista russo
- 1982 - Isabel Leonard, mezzosoprano statunitense
- 1982 - Edmond Mouele, calciatore gabonese
- 1982 - Nili Natho, cestista israeliana († 2004)
- 1982 - Krisztián Pars, martellista ungherese
- 1982 - Just Philippot, regista e sceneggiatore francese
- 1982 - Saulo Rodrigues dos Santos, ex calciatore brasiliano
- 1982 - José Rujano, ex ciclista su strada venezuelano
- 1982 - Juelz Santana, rapper statunitense
- 1982 - Viktorija Tereščuk, pentatleta ucraina
- 1982 - Christian Tiffert, allenatore di calcio e ex calciatore tedesco
- 1982 - Kristian Ystaas, ex calciatore norvegese
- 1982 - Douglas dos Santos, ex calciatore brasiliano
- 1983 - Néstor Ayala, calciatore paraguaiano
- 1983 - Kara Braxton, ex cestista statunitense
- 1983 - Aleksandar Čanović, ex calciatore serbo
- 1983 - Lara Comi, politica italiana
- 1983 - Edis Elkasević, allenatore di atletica leggera e ex pesista croato
- 1983 - Silvia Gregorini, ex ginnasta italiana
- 1983 - Monique Henderson, velocista statunitense
- 1983 - Joel Huiqui, ex calciatore messicano
- 1983 - Jermaine Jenas, conduttore televisivo e ex calciatore inglese
- 1983 - Dmitrij Klokov, ex sollevatore russo
- 1983 - Bruno Lança, ex calciatore brasiliano
- 1983 - Federico Lestini, cestista italiano
- 1983 - Jason Maxiell, ex cestista statunitense
- 1983 - Tyrone Mears, ex calciatore inglese
- 1983 - Il'ja Rosljakov, ex saltatore con gli sci russo
- 1983 - Wrenn Schmidt, attrice statunitense
- 1983 - Eduard Serhijenko, calciatore ucraino
- 1983 - David Vaughan, ex calciatore gallese
- 1983 - Roberta Vinci, telecronista sportiva e ex tennista italiana
- 1984 - Hansjörg Auer, arrampicatore e alpinista austriaco († 2019)
- 1984 - Marcelo Barovero, ex calciatore argentino
- 1984 - Artur Moreira, ex calciatore portoghese
- 1984 - Darrick Brown, ex giocatore di football americano statunitense
- 1984 - Lucian Burdujan, ex calciatore rumeno
- 1984 - Gonzalo García, rugbista a 15 argentino
- 1984 - Vernon Goodridge, ex cestista statunitense
- 1984 - Mihran Hakobyan, scultore armeno
- 1984 - Idriss Carlos Kameni, calciatore camerunese
- 1984 - Stéphanie de Lannoy, contessa belga
- 1984 - Ricardo Julián Martínez, calciatore paraguaiano
- 1984 - Juan Carlos Menseguez, ex calciatore argentino
- 1984 - Sölvi Ottesen, allenatore di calcio e ex calciatore islandese
- 1984 - Ricardo Salampessy, allenatore di calcio e ex calciatore indonesiano
- 1984 - Anastasija Skultan, giocatrice di curling russa
- 1984 - Sabeur Trabelsi, calciatore tunisino
- 1984 - Genelle Williams, attrice canadese
- 1984 - Kathrin Wörle, ex tennista tedesca
- 1985 - Amélie Caze, pentatleta francese
- 1985 - Laia Costa, attrice spagnola
- 1985 - Arianna Criscione, calciatrice statunitense
- 1985 - Drissa Diakité, calciatore maliano
- 1985 - Jos van Emden, ex ciclista su strada olandese
- 1985 - Anton Ferdinand, ex calciatore inglese
- 1985 - Johan Fransson, hockeista su ghiaccio svedese
- 1985 - Juan González-Vigil, calciatore peruviano
- 1985 - Chelsea Hobbs, attrice canadese
- 1985 - Fredrik Høgaas, ex giocatore di calcio a 5 e ex calciatore norvegese
- 1985 - Jonathan Holland, giocatore di football americano statunitense
- 1985 - Perianne Jones, ex fondista canadese
- 1985 - Todd Lasance, attore australiano
- 1985 - Valeria Magrini, calciatrice italiana
- 1985 - Drew Naymick, ex cestista statunitense
- 1985 - Brad Newley, cestista australiano
- 1985 - Park Sung-hoon, attore sudcoreano
- 1985 - Fabio Sabatini, ex ciclista su strada italiano
- 1985 - Cristiano Salerno, ex ciclista su strada e mountain biker italiano
- 1985 - Song Jae-rim, attore e modello sudcoreano († 2024)
- 1985 - Luca Verdini, pilota motociclistico italiano
- 1985 - Merter Yüce, ex calciatore turco
- 1985 - Semën Čudin, danzatore russo
- 1986 - Sakura Andō, attrice giapponese
- 1986 - Lorena Busà, karateka italiana
- 1986 - Vika Jigulina, disc jockey e cantante moldava
- 1986 - Andrea Laszlo De Simone, cantautore, polistrumentista e produttore discografico italiano
- 1986 - Anouk Faivre-Picon, fondista francese
- 1986 - Brandon Flowers, ex giocatore di football americano statunitense
- 1986 - Sebastjan Komel, ex calciatore sloveno
- 1986 - Marino da Silva, ex calciatore brasiliano
- 1986 - Alessandra Mastronardi, attrice italiana
- 1986 - Omid Norouzi, lottatore iraniano
- 1986 - Marc Torrejón, ex calciatore spagnolo
- 1986 - Gregory Vargas, cestista venezuelano
- 1986 - Wanderson do Carmo, ex calciatore brasiliano
- 1986 - Kyle Weaver, ex cestista statunitense
- 1986 - Moe Yukimaru, disegnatrice giapponese
- 1987 - Ricardo Alliman, ex cestista giamaicano
- 1987 - Davide Bruttini, cestista italiano
- 1987 - Jasmin Burić, calciatore bosniaco
- 1987 - Michela Cerruti, pilota automobilistica italiana
- 1987 - Skin Diamond, ex attrice pornografica, regista e cantante statunitense
- 1987 - Soufiane Guerrab, attore francese
- 1987 - Moddi, cantautore, musicista e polistrumentista norvegese
- 1987 - Pierre Kohumoetini, calciatore francese
- 1987 - Janne Kreus, giocatore di football americano finlandese
- 1987 - Damon Sansum, taekwondoka britannico
- 1987 - Sung Si-bak, pattinatore di short track sudcoreano
- 1987 - Cristian Tănase, ex calciatore rumeno
- 1987 - Alex Wyse, attore statunitense
- 1988 - Salem Al-Ajalin, calciatore giordano
- 1988 - Krysten Boogaard, ex cestista canadese
- 1988 - Joel Burgueño, calciatore uruguaiano
- 1988 - Keammar Daley, calciatore giamaicano
- 1988 - Mark Davies, ex calciatore inglese
- 1988 - Joseph Duffy, artista marziale misto irlandese
- 1988 - Francesco Evotti, cestista italiano
- 1988 - Zoltán Hetényi, hockeista su ghiaccio ungherese
- 1988 - Khalfan Ibrahim, ex calciatore qatariota
- 1988 - Jevgēņijs Kosmačovs, ex calciatore lettone
- 1988 - Lea Lexis, attrice pornografica rumena
- 1988 - Dimitri Nance, ex giocatore di football americano statunitense
- 1988 - Bibras Natkho, calciatore israeliano
- 1988 - Roman Neustädter, calciatore tedesco
- 1988 - Gustavo Pinedo, calciatore boliviano
- 1988 - Ri Chol-myong, calciatore nordcoreano
- 1988 - Marcos Riquelme, calciatore argentino
- 1988 - Shim Chang-min, cantante, cantautore e attore sudcoreano
- 1988 - Alexandre Sidorenko, tennista francese
- 1988 - Michael Siegfried, ex calciatore svizzero
- 1988 - Stefan Struve, artista marziale misto olandese
- 1988 - Sarah Sutherland, attrice statunitense
- 1988 - Oumou Touré, cestista senegalese
- 1988 - Antonio Veić, allenatore di tennis e ex tennista croato
- 1988 - Kiril Văžarov, hockeista su ghiaccio bulgaro († 2009)
- 1988 - Maiara Walsh, attrice e cantante statunitense
- 1988 - Andreas Wank, ex saltatore con gli sci tedesco
- 1988 - Xu Lili, judoka cinese
- 1988 - Ermin Zec, ex calciatore bosniaco
- 1988 - Şükrü Özyıldız, attore turco
- 1988 - Serap Özçelik, karateka turca
- 1989 - Marco Calderoni, calciatore italiano
- 1989 - SuRie, cantante britannica
- 1989 - Rafael Crivellaro, calciatore brasiliano
- 1989 - Aser Pierrick Dipanda, calciatore camerunese
- 1989 - Pietro Dutto, ex biatleta italiano
- 1989 - Michael Fakuade, cestista statunitense
- 1989 - Marie Gayot, velocista francese
- 1989 - Aleksej Ionov, ex calciatore russo
- 1989 - Ben Morgan, rugbista a 15 inglese
- 1989 - Penny Pax, attrice pornografica statunitense
- 1989 - Sonja Petrović, ex cestista serba
- 1989 - Jason Pusey, ex calciatore gibilterriano
- 1989 - Michele Rosiello, attore italiano
- 1989 - Samuel Souprayen, calciatore francese
- 1989 - Bruno Vicente, calciatore brasiliano
- 1989 - Xue Chen, giocatrice di beach volley cinese
- 1989 - Ye Weichao, ex calciatore cinese
- 1990 - Monica Aksamit, schermitrice statunitense
- 1990 - Gustavo Bou, calciatore argentino
- 1990 - Luca Campani, cestista italiano
- 1990 - Choi Sung-bong, cantante sudcoreano († 2023)
- 1990 - Laura Dijkema, pallavolista olandese
- 1990 - Brett Gallant, giocatore di curling canadese
- 1990 - Didi Gregorius, giocatore di baseball olandese
- 1990 - David Guzmán, calciatore costaricano
- 1990 - Zsanett Jakabfi, ex calciatrice ungherese
- 1990 - Kang So-ra, attrice sudcoreana
- 1990 - Maurice Lewis-Briggs, ex cestista statunitense
- 1990 - Maicon Marques Bitencourt, ex calciatore brasiliano
- 1990 - Bryan Oviedo, calciatore costaricano
- 1990 - Park Shin-hye, attrice e cantante sudcoreana
- 1990 - Lucas Porcar, ex calciatore spagnolo
- 1990 - Taner Yalçın, calciatore tedesco
- 1991 - Waverly Austin, cestista statunitense
- 1991 - Nicola Bellomo, calciatore italiano
- 1991 - Curtis Blaydes, artista marziale misto statunitense
- 1991 - Geoffrey Franzoni, calciatore francese
- 1991 - Esther Garrel, attrice francese
- 1991 - Maximiliano Giusti, calciatore argentino († 2016)
- 1991 - Jade Hassouné, attore e ballerino libanese
- 1991 - Danielle Hayes, modella neozelandese
- 1991 - Malese Jow, attrice e cantante statunitense
- 1991 - Marek Kaljumäe, calciatore estone
- 1991 - Jurij Kiričenko, taekwondoka russo
- 1991 - Sebastian Neumann, ex calciatore tedesco
- 1991 - Enrico Oetiker, attore italiano
- 1991 - Luciano Ospina, calciatore colombiano
- 1991 - Dion Sims, ex giocatore di football americano statunitense
- 1991 - Daimion Stafford, giocatore di football americano statunitense
- 1991 - Henry Surtees, pilota automobilistico inglese († 2009)
- 1991 - Nikos Ziamparīs, ex calciatore greco
- 1992 - Amirah Adara, attrice pornografica ungherese
- 1992 - Cansu Aydınoğulları, pallavolista turca
- 1992 - Le'Veon Bell, giocatore di football americano statunitense
- 1992 - Martin Breunig, cestista tedesco
- 1992 - Juliana Canfield, attrice statunitense
- 1992 - Bryan Dabo, calciatore francese
- 1992 - Rory Donnelly, calciatore nordirlandese
- 1992 - Ahmad Ibrahim, cestista libanese
- 1992 - Slobodan Lalić, calciatore serbo
- 1992 - Mahatma Gandhi Heberpio, ex calciatore brasiliano
- 1992 - Djénhael Maingé, calciatore francese
- 1992 - Patrick Malo, calciatore burkinabé
- 1992 - Martin Marinčin, hockeista su ghiaccio slovacco
- 1992 - Logan Miller, attore, cantante e chitarrista statunitense
- 1992 - Kal Naismith, calciatore scozzese
- 1992 - Daniel Offenbacher, calciatore austriaco
- 1992 - Jaquiski Tartt, giocatore di football americano statunitense
- 1992 - Jordan Taylor, giocatore di football americano statunitense
- 1992 - Lisa Zecchin, pallavolista italiana
- 1992 - Đorđe Šušnjar, calciatore serbo
- 1993 - Fabian Bacher, ex sciatore alpino italiano
- 1993 - Stefano Ballo, nuotatore italiano
- 1993 - Bernabé Barragán, calciatore spagnolo
- 1993 - Arsen Beglaryan, calciatore armeno
- 1993 - Cristian Borja, calciatore colombiano
- 1993 - Romain Briatte, rugbista a 15 francese
- 1993 - Kentavious Caldwell-Pope, cestista statunitense
- 1993 - Ivajlo Čočev, calciatore bulgaro
- 1993 - Bruno Dita, calciatore albanese
- 1993 - Sara Gambetta, pesista tedesca
- 1993 - Stefano Ghisolfi, arrampicatore italiano
- 1993 - Marc-Anthony Hor, giocatore di football americano tedesco
- 1993 - Lissa Labiche, altista e lunghista seychellese
- 1993 - Nicolás Pantaleone, calciatore argentino
- 1993 - Francesca Pomeri, ex pallanuotista italiana
- 1993 - Alexandra Rivera, pallavolista portoricana
- 1993 - Théry Schir, ex pistard e ciclista su strada svizzero
- 1993 - Daniel Yule, sciatore alpino svizzero
- 1994 - Jatavis Brown, giocatore di football americano statunitense
- 1994 - Richard Candido Coelho, calciatore brasiliano
- 1994 - Drew Conner, ex calciatore statunitense
- 1994 - Quentin Dolmaire, attore francese
- 1994 - Alba Gutiérrez, attrice spagnola
- 1994 - Nicolás Freire, calciatore argentino
- 1994 - Andrea Galaverna, pallavolista italiano
- 1994 - Pascal Gregor, calciatore danese
- 1994 - Ana Guerra, cantante spagnola
- 1994 - Benedikt Güttl, cestista austriaco
- 1994 - Haris Hajradinović, calciatore bosniaco
- 1994 - J-Hope, rapper, compositore e produttore discografico sudcoreano
- 1994 - Ross Johnston, hockeista su ghiaccio canadese
- 1994 - John Lundstram, calciatore inglese
- 1994 - Abbubaker Mobara, calciatore sudafricano
- 1994 - Ulrik Munther, cantante svedese
- 1994 - Jesús David Murillo Largacha, calciatore colombiano
- 1994 - Jennifer Onasanya, bobbista olandese
- 1994 - Nili, calciatore spagnolo
- 1994 - Gabriela Schloesser, arciera messicana
- 1994 - Rachele Somaschini, pilota automobilistica italiana
- 1994 - Aaron Stinnie, giocatore di football americano statunitense
- 1994 - Rose Williams, attrice britannica
- 1994 - Hiroki Yokoyama, pattinatore di short track giapponese
- 1994 - Paul Zipser, cestista tedesco
- 1994 - Urszula Łoś, pistard polacca
- 1995 - Sofía Aispurúa, cestista argentina
- 1995 - Nathan Aké, calciatore olandese
- 1995 - Gülsim Ali, attrice e modella turca
- 1995 - Esteban Cejudo, giocatore di calcio a 5 spagnolo
- 1995 - Samantha Crawford, tennista statunitense
- 1995 - Pol García, calciatore spagnolo
- 1995 - Nader Ghandri, calciatore francese
- 1995 - Caroline Graham Hansen, calciatrice norvegese
- 1995 - Michail Koljada, pattinatore artistico su ghiaccio russo
- 1995 - Wouter Marinus, ex calciatore olandese
- 1995 - Orri Sigurður Ómarsson, calciatore islandese
- 1995 - Doru Popadiuc, calciatore rumeno
- 1995 - Matheus Reis, calciatore brasiliano
- 1995 - Rúnar Alex Rúnarsson, calciatore islandese
- 1995 - Rosie Taylor-Ritson, attrice britannica
- 1996 - Jaylen Adams, cestista statunitense
- 1996 - Tyler Dorsey, cestista statunitense
- 1996 - Jeroen Houwen, calciatore olandese
- 1996 - Jill Kassidy, attrice pornografica statunitense
- 1996 - Kahlia Lawrence, ex cestista statunitense
- 1996 - Sergio Molina, calciatore spagnolo
- 1996 - Tamás Szántó, ex calciatore ungherese
- 1996 - Milan Vader, mountain biker e ciclista su strada olandese
- 1996 - Yang Jiayu, marciatrice cinese
- 1997 - Bradley Collins, calciatore inglese
- 1997 - Grace Cutler, calciatrice statunitense
- 1997 - Manuel Frigo, nuotatore italiano
- 1997 - Patrick Gamper, ciclista su strada austriaco
- 1997 - Cristián Gutiérrez, calciatore canadese
- 1997 - Diego Gutiérrez Zuñiga, calciatore canadese
- 1997 - Justin Jackson, cestista canadese
- 1997 - Konstanze Klosterhalfen, mezzofondista tedesca
- 1997 - Giovanni Licata, rugbista a 15 italiano
- 1997 - Tercious Malepe, calciatore sudafricano
- 1997 - Il'ja Molčanov, tuffatore russo
- 1997 - Paolo Odogwu, rugbista a 15 italiano
- 1997 - Jack Rowan, attore britannico
- 1997 - Aigerim Sarybay, schermitrice kazaka
- 1997 - Jaume Sorolla, cestista spagnolo
- 1997 - Gina Valentina, attrice pornografica brasiliana
- 1997 - Eric Veiga, calciatore lussemburghese
- 1998 - Ronaldo Chacón, calciatore venezuelano
- 1998 - Nicolas Ciamin, pilota di rally francese
- 1998 - Tiffany Clark, pallavolista statunitense
- 1998 - Mees Hoedemakers, calciatore olandese
- 1998 - Michał Kaput, calciatore polacco
- 1998 - Kevin Kuhn, ciclocrossista, ciclista su strada e mountain biker svizzero
- 1998 - Elina Lampela, astista finlandese
- 1998 - Simone Lo Faso, calciatore italiano
- 1998 - Pierre-Louis Loubet, pilota di rally francese
- 1998 - Simen Lyngbø, calciatore norvegese
- 1998 - Denis Makarov, calciatore russo
- 1998 - Angelo Preciado, calciatore ecuadoriano
- 1998 - Francis Ross, calciatore scozzese
- 1998 - Emiliano Sosa, calciatore uruguaiano
- 1998 - Premanan Sripanich, attore televisivo thailandese
- 1998 - Layne Van Buskirk, pallavolista canadese
- 1998 - Alex Yee, triatleta e mezzofondista britannico
- 1999 - Nabil Alioui, calciatore francese
- 1999 - Rayyan Baniya, calciatore italiano
- 1999 - Francesco Compagno, hockeista su pista italiano
- 1999 - Eric Harrison Jr., velocista statunitense
- 1999 - Majan Jelvani, giocatore di football americano tedesco
- 1999 - Diederick Luydens, calciatore olandese
- 1999 - Filippo Melegoni, calciatore italiano
- 1999 - Darryl Morsell, cestista statunitense
- 1999 - Diamant Ramazani, calciatore belga
- 1999 - Brayan Velarde, calciatore peruviano
- 2000 - Zakaria Aboukhlal, calciatore olandese
- 2000 - Gonçalo Costa, calciatore portoghese
- 2000 - Alexis Cuello, calciatore argentino
- 2000 - Luciano Giménez, calciatore argentino
- 2000 - Cristian Renato, calciatore brasiliano
- 2000 - Giada Greggi, calciatrice italiana
- 2000 - Lundrim Hetemi, calciatore albanese
- 2000 - Giannīs Michaīlidīs, calciatore greco
- 2000 - Giacomo Raspadori, calciatore italiano
- 2000 - Melle van 't Wout, pattinatore di short track olandese

## XXI secolo(43)
- 2001 - Jean Bernard Bongout, giocatore di badminton mauriziana
- 2001 - Aymen Boutoutaou, calciatore algerino
- 2001 - Tanguy Coulibaly, calciatore francese
- 2001 - Osher Davida, calciatore israeliano
- 2001 - Erik Jorgens de Menezes, calciatore brasiliano
- 2001 - Paddy Lane, calciatore inglese
- 2001 - Tykee Smith, giocatore di football americano statunitense
- 2001 - Lucía Yépez Guzmán, lottatrice ecuadoriana
- 2002 - Javon Baker, giocatore di football americano statunitense
- 2002 - Manu Bhaker, tiratrice a segno indiana
- 2002 - Drissa Camara, calciatore ivoriano
- 2002 - Joshua Eijgenraam, calciatore olandese
- 2002 - Jana Fernández, calciatrice spagnola
- 2002 - Antoine Hainaut, calciatore francese
- 2002 - Ítalo, calciatore brasiliano
- 2002 - Neraysho Kasanwirjo, calciatore olandese
- 2002 - Patrick Mwaungulu, calciatore malawiano
- 2002 - Brian Oddei, calciatore ghanese
- 2002 - Axel Pérez, calciatore uruguaiano
- 2002 - Perttu Reponen, combinatista nordico finlandese
- 2002 - Anastasija Salos, ginnasta russa
- 2002 - Gonzalo Tapia, calciatore cileno
- 2002 - Mark Ėjdel'štejn, attore russo
- 2002 - Natanas Žebrauskas, calciatore lituano
- 2003 - Kamory Doumbia, calciatore maliano
- 2003 - Eduardo Hernández, calciatore cubano
- 2003 - Nicholas Kaloukian, calciatore armeno
- 2003 - Yūki Kunii, pilota motociclistico giapponese
- 2003 - Ángel Montes de Oca, calciatore dominicano
- 2003 - Francesco Pernici, mezzofondista italiano
- 2004 - Vitinho, calciatore brasiliano
- 2004 - Matteo Bertelle, pilota motociclistico italiano
- 2004 - Darko Gyabi, calciatore inglese
- 2004 - Kylie Rogers, attrice statunitense
- 2004 - David Morosini, calciatore uruguaiano
- 2004 - Su Yiming, snowboarder cinese
- 2004 - Felipe Augusto da Silva, calciatore brasiliano
- 2005 - Audrey Lamothe, nuotatrice artistica canadese
- 2005 - Lisa Seebacher, sciatrice alpina tedesca
- 2006 - Mamadou Doumbia, calciatore maliano
- 2006 - Strahinja Rakić, calciatore serbo
- 2009 - Julieta Pareja, tennista statunitense
- 2010 - Da'vian Kimbrough, calciatore statunitense

## Senza anno specificato(2)
- Riya, cantante giapponese
- Giovanni Sercambi, scrittore e illustratore italiano († 1424)